# Конінек (Вонґровецький повіт)
Конінек (пол. Koninek, нім. Koninek, 1939-45: Roßweg) — село в Польщі, у гміні Вонґровець Вонґровецького повіту Великопольського воєводства.
Населення — 93 особи (2011).
У 1975-1998 роках село належало до Пільського воєводства.

## Демографія
Демографічна структура станом на 31 березня 2011 року:
|          | Загалом | Допрацездатний вік | Працездатний вік | Постпрацездатний вік |
| -------- | ------- | ------------------ | ---------------- | -------------------- |
| Чоловіки | 49      | 12                 | 30               | 7                    |
| Жінки    | 44      | 14                 | 24               | 6                    |
| Разом    | 93      | 26                 | 54               | 13                   |